# 池田森臻
池田 森臻（いけだ しげよし、元禄9年《1696年》 - 明和7年3月9日《1770年4月4日》）は、岡山藩中老、仕置家老。
岡山藩家老日置忠明の四男。正室は備後福山藩家老阿部作右衛門正義の娘。子は池田森英。通称は三郎左衛門、勘解由。
元禄9年（1696年）、日置忠明の四男として岡山で生まれる。享保3年（1718年）1月11日、藩主池田継政の命で池田武憲の家督を相続し知行3000石を与えられ、三郎左衛門と仮名を改める。同14年（1729年）、中老となり勘解由と仮名を改める。元文2年（1737年）、1000石加増。元文4年（1739年）、仕置家老となる。宝暦元年（1751年）、1000石加増され知行高5000石。宝暦5年（1755年）、隠居し嫡男の森英に家督を譲る。明和7年（1770年）3月9日没。享年75。